# Арслан-Аргун
Арслан-Аргун (бл. 1046 — 1097) — малік Хорасану в 1092—1097 роках.

## Життєпис
Походив з династії Сельджукидів. Син султана Алп-Арслана. Згідно історику ібн аль-Атіру у 1066 році призначено маліком Хорасану. Але це, на думку сучасників дослідників, є сумнівним, оскільки Арслан-Аргуну на той час було близько 20 років. Напевне відбулася плутанина з його старшим братом Арслан-шахом. Дещо більш ймовірне твердження іншого історика Аль-Хусейні, що у 1065 році Арслан-Арсгуна було призначено намісником Ургенча і Хорезму, які підпорядковувалися маліку Великого Хорасану. Тому ймовірно 1066 року як ікта отримав місто Мерв з округою або за іншими свідченням ікта Саве в Гамаданській області, що давав прибуток у 7 тис. динарів.
У 1092 році виступив проти свого брата Тоган-шаха, якого повалив, захопивши Хорасан. Йому також підкорилися Балх і Тохаристан. Потім уклав союз з керманським султаном Туран-шахом I. 1095 року в битві біля Герату завдав поразки братові Бурі-Барсу, якого відправив султан Баркіярук. За цим покарав міста Мерв, Нішапур, Серахс, Сабзавар, що підтримували Баркіярука.
Арслан Аргун наказав у 1096 році зруйнувати стіни Мерва, зірвати фортечні споруди Серахсу, Шахрастану, цитадель Нішапура. У 1097 році маліка було вбито одним зі своїх рабів внаслідок змови еміра Дадбек Хабаші ібн Алтунташа. 7-річного сина Арслан Аргуна усунуто від влади. Невдовзі Хорасану було захоплено іншим представником династії Ахмад Санджаром, якого Баркіярук відправив для підкорення Арслан Аргуна. Проте султан призначив намісником Дадбека Хабаші, а Санждару віддав лише Балх.